# Patrimônio Arquivístico-Musical Mineiro
Patrimônio Arquivístico-Musical Mineiro (PAMM) é uma série editorial da Secretaria de Estado da Cultura de Minas Gerais, destinada à publicação de partituras de composições musicais de autores mineiros em domínio público, preservadas principalmente em fontes de acervos musicais do estado de Minas Gerais.

## Histórico e descrição
A série editorial Patrimônio Arquivístico-Musical Mineiro (PAMM), da Secretaria de Estado da Cultura de Minas Gerais, em parceria com o Instituto Cultural Sérgio Magnani, foi beneficiada pela Lei de Incentivo à Cultura e patrocinada pela FAPEMIG, CEMIG e COPASA. Criada entre 2005-2006 pela Secretaria de Cultura de Minas Gerais, na gestão de Eleonora Santa Rosa, a série tem a coordenação musicológica de Paulo Castagna e destina-se à publicação de composições musicais significativas de autores mineiros em domínio público, com prioridade para autores nascidos ou atuantes em Minas Gerais, e para obras em domínio público representadas em fontes de acervos musicais mineiros nunca antes impressas, ou cuja edição anterior seja rara e/ou esgotada.
As edições foram realizadas a partir do trabalho de campo em acervos musicais dos estados de Minas Gerais, Rio de Janeiro e São Paulo, e da seleção e edição das obras e redação dos textos por uma equipe de pesquisadores residentes no Brasil e nos EUA, resultando em 42 composições musicais divididas em 6 volumes impressos com textos e partituras, além de unidades de CD Rom anexas a cada um dos volumes com versões digitais das partituras e das partes cavadas de todas as obras, para viabilizar sua execução por parte dos grupos musicais.

## Concepção editorial
A série PAMM adotou uma perspectiva mista em relação às coletâneas nacionais (Denkmähler ou Monumenta) e às séries dedicadas às obras completas de um determinado autor (Gesamtausgaben ou Opera Omnia), publicando volumes com uma seleção de obras de autores mineiros. Em um dos volumes (v.6) foi impressa a obra completa de Gabriel Fernandes da Trindade, autor nascido em Ouro Preto e falecido no Rio de Janeiro.

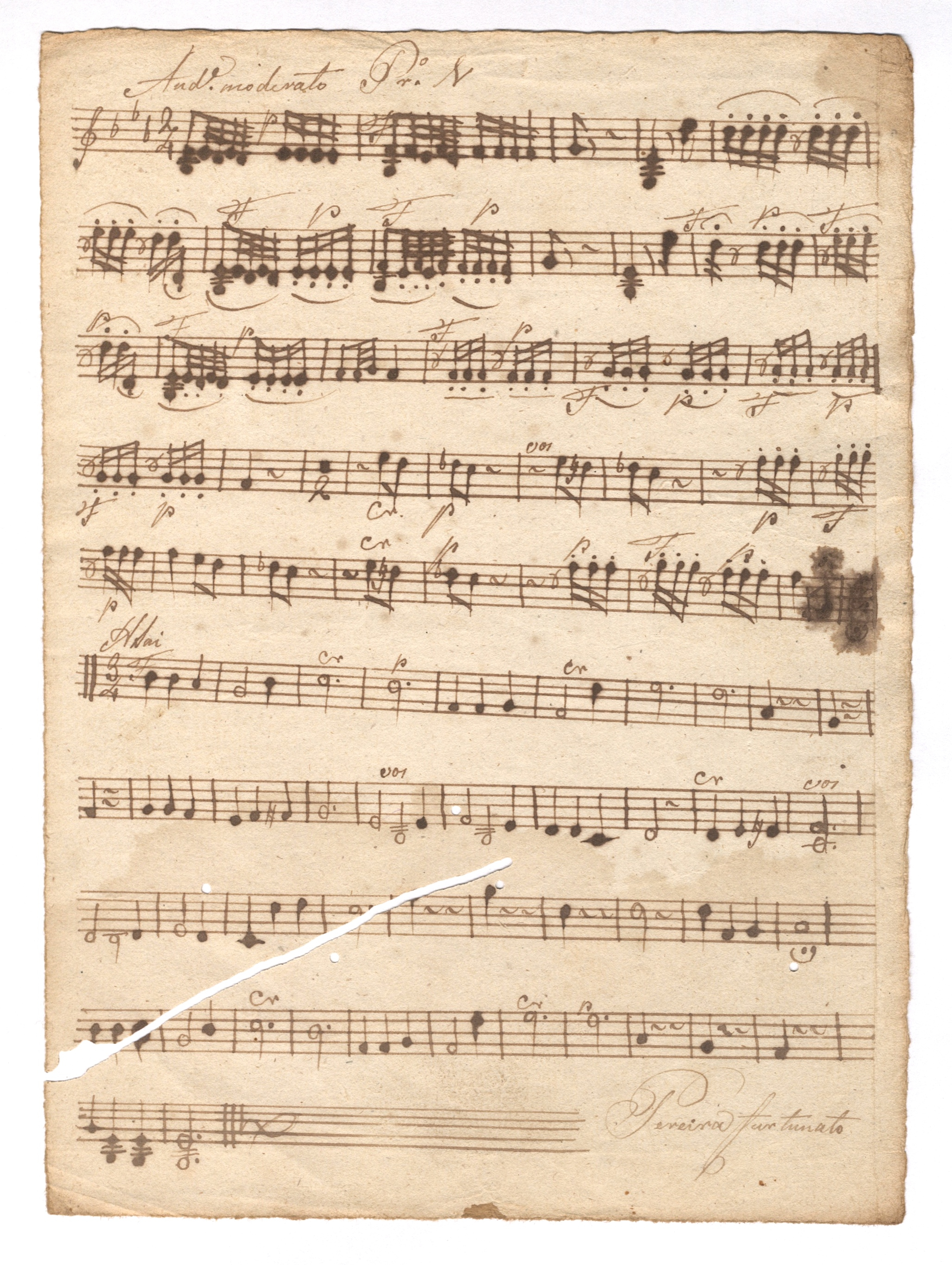
Signatum est (Terceto ao Pregador) de José Joaquim Emerico Lobo de Mesquita, publicado na série PAMM.

 Do ponto de vista editorial, esta série integra uma rede de iniciativas semelhantes, já principiadas na publicação de composições brasileiras (especialmente sacras) em periódicos da primeira metade do século XX (com destaque para obras de José Maurício Nunes Garcia), mas reunidas em coletâneas a partir do Archivo de Música Religiosa de la “Capitania Geral das Minas Gerais” (Siglo XVIII), Brasil, por Francisco Curt Lange (Mendoza: Universidad Nacional de Cuyo, 1951). A partir dessa coletânea surgiram várias séries editoriais dedicadas ao patrimônio histórico-musical brasileiro, com destaque para as seguintes:
- Coleção Música Sacra Mineira, editada por Aluízio José Viegas, Adhemar Campos Filho e Geraldo Barbosa (Funarte, 1974-1975): 77 obras avulsas;
- Obras de José Maurício Nunes Garcia, editadas por Cleofe Person de Mattos (Funarte, 1978-1984): 9 volumes;
- Reimpressão de 12 obras da Coleção Música Sacra Mineira (Funarte, 1997, 2000, 2002): 1 volume e o catálogo de toda a coleção;[14]
- Música do Brasil Colonial, editada sob a direção de Régis Duprat (Editora da Universidade de São Paulo, 1994-): 4 volumes;
- Editorial Baluarte, editada por Sérgio Dias 1995: 3 volumes;
- Música Brasileira, editada sob a direção de Régis Duprat (Editora da Universidade de São Paulo, a partir de 1999): 1 volume;
- Acervo da Música Brasileira / Restauração e Difusão de Partituras, editada no Museu da Música de Mariana sob a direção musicológica de Paulo Castagna e editorial de Carlos Alberto Figueiredo (Fundarq, Petrobras e Santa Rosa Bureau Cultural, 2002-2003): 9 volumes de partituras e de Cds;
- Música no Brasil - séculos XVIII e XIX, editada sob a direção de Ricardo Bernardes (Funarte, 2002), sendo o v.6 dedicado à terceira reimpressão das 12 obras da Coleção Música Sacra Mineira;
- Criadores do Brasil (Orquestra Sinfônica do Estado de São Paulo, a partir de 2002): 45 composições eruditas brasileiras (dos séculos XVIII a XX);[15][16]
- Coleção Ouro de Minas, editada por Márcio Miranda Pontes (Editora Pontes, 2005): 20 obras avulsas[17]

## Metodologia

### Acervos consultados
As obras e as fontes musicais foram selecionadas e fotografadas a partir da pesquisa em mais de 30 acervos musicais e processadas pela equipe de editores musicais do projeto. Os acervos consultados foram os seguintes:

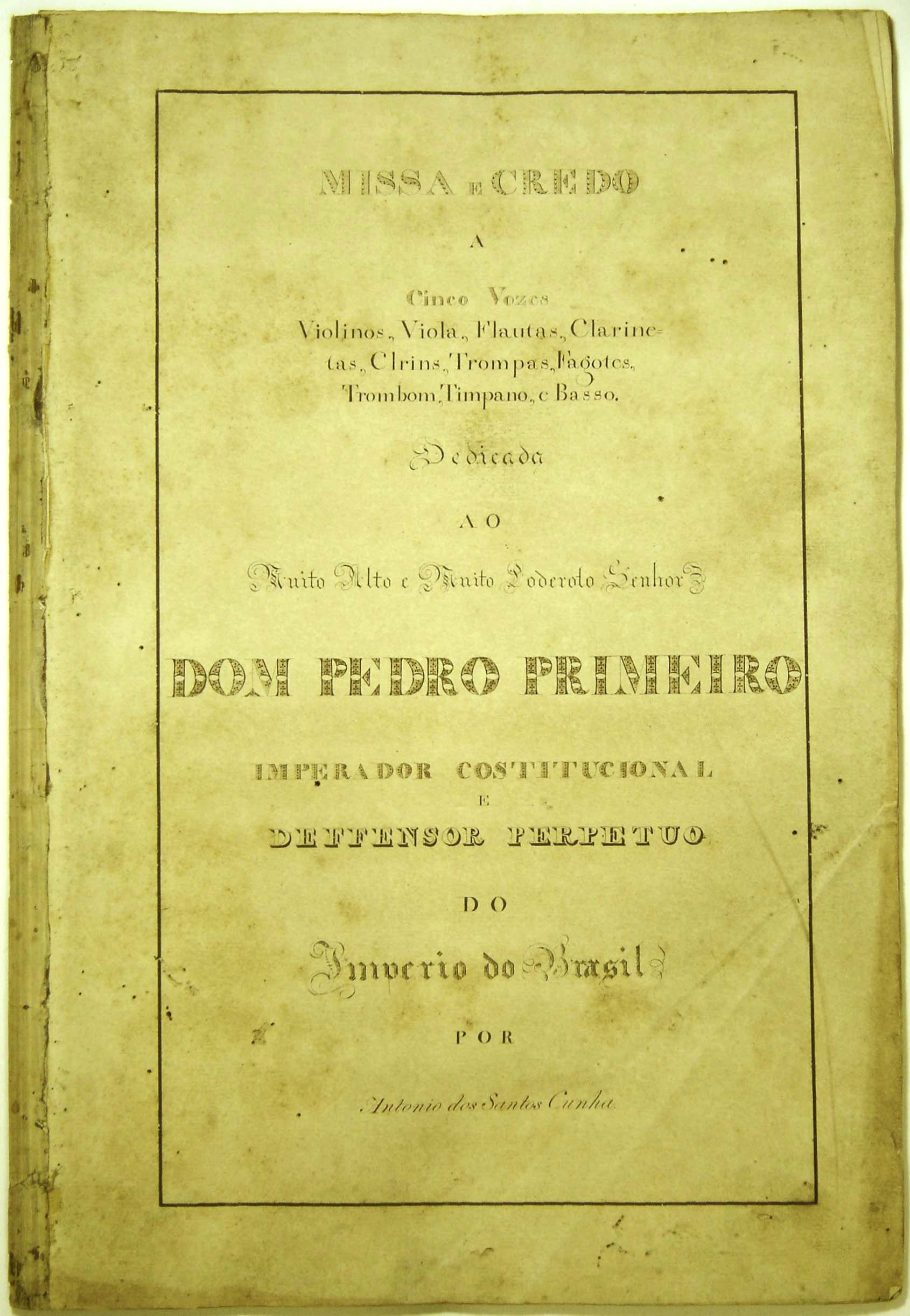
Missa e Credo a Cinco Vozes de Antônio dos Santos Cunha dedicada a D. Pedro I em 1821, fonte pertencente ao Acervo Musical do Cabido Metropolitano do Rio de Janeiro e editada no volume 4 da série PAMM.

- Acervo de Aluízio José Viegas (São João del-Rei - MG)
- Arquivo Eclesiástico da Arquidiocese de Diamantina (MG);
- Arquivo Eclesiástico da Paróquia de Nossa Senhora do Pilar de Ouro Preto (MG);
- Arquivo Francisco Valle (na época sob a custódia de Cyro Eyer do Valle em São Paulo - SP, hoje no Arquivo Público Mineiro, Belo Horizonte);
- Arquivo Histórico Monsenhor Horta da Universidade Federal de Ouro Preto (MG)
- Acervo Musical do Cabido Metropolitano do Rio de Janeiro (RJ)
- Arquivo Vespasiano Gregório dos Santos (Belo Horizonte - MG)
- Biblioteca Alberto Nepomuceno da Escola de Música da Universidade Federal do Rio de Janeiro (RJ)
- Biblioteca da Fundação Robert Bosch (Gardiner - Alemanha)
- Biblioteca do Instituto de Artes da Universidade Estadual Paulista (São Paulo - SP)
- Biblioteca do Palácio da Ajuda (Lisboa - Portugal)
- Biblioteca da Universidade Federal de Santa Maria (RS)
- Casa de Cultura de Santa Luzia / Museu Aurélio Dolabella (MG)
- Casa dos Contos (Ouro Preto - MG)
- Centro de Documentação Musical de Viçosa (MG)
- Coleção Mozart de Araújo da Biblioteca do Centro Cultural Banco do Brasil (Rio de Janeiro - RJ)
- Corporação Musical Nossa Senhora das Dores (Itapecerica - MG)
- Instituto de Estudos Brasileiros da Universidade de São Paulo (SP)
- Divisão de Música e Arquivo Sonoro da Biblioteca Nacional (Rio de Janeiro - RJ)
- Laboratório de Musicologia / Fonoteca da Escola de Comunicações e Artes da Universidade de São Paulo (SP)
- Lira Ceciliana (Prados - MG)
- Museu Carlos Gomes, do Centro de Ciências, Letras e Artes de Campinas (SP)
- Museu Imperial de Petrópolis (RJ)
- Museu da Inconfidência / Casa do Pilar (Ouro Preto - MG)
- Museu da Música de Mariana (MG)
- Orquestra Lira Sanjoanense (São João del-Rei - MG)
- Orquestra Ramalho (Tiradentes - MG)
- Orquestra Ribeiro Bastos (São João del-Rei - MG)
- Seção de Música do Museu de História dos Salesianos no Brasil (São Paulo - SP)
- Sociedade Musical Euterpe Itabirana (Itabira - MG)
- Sociedade Musical Santa Cecília (Sabará - MG)

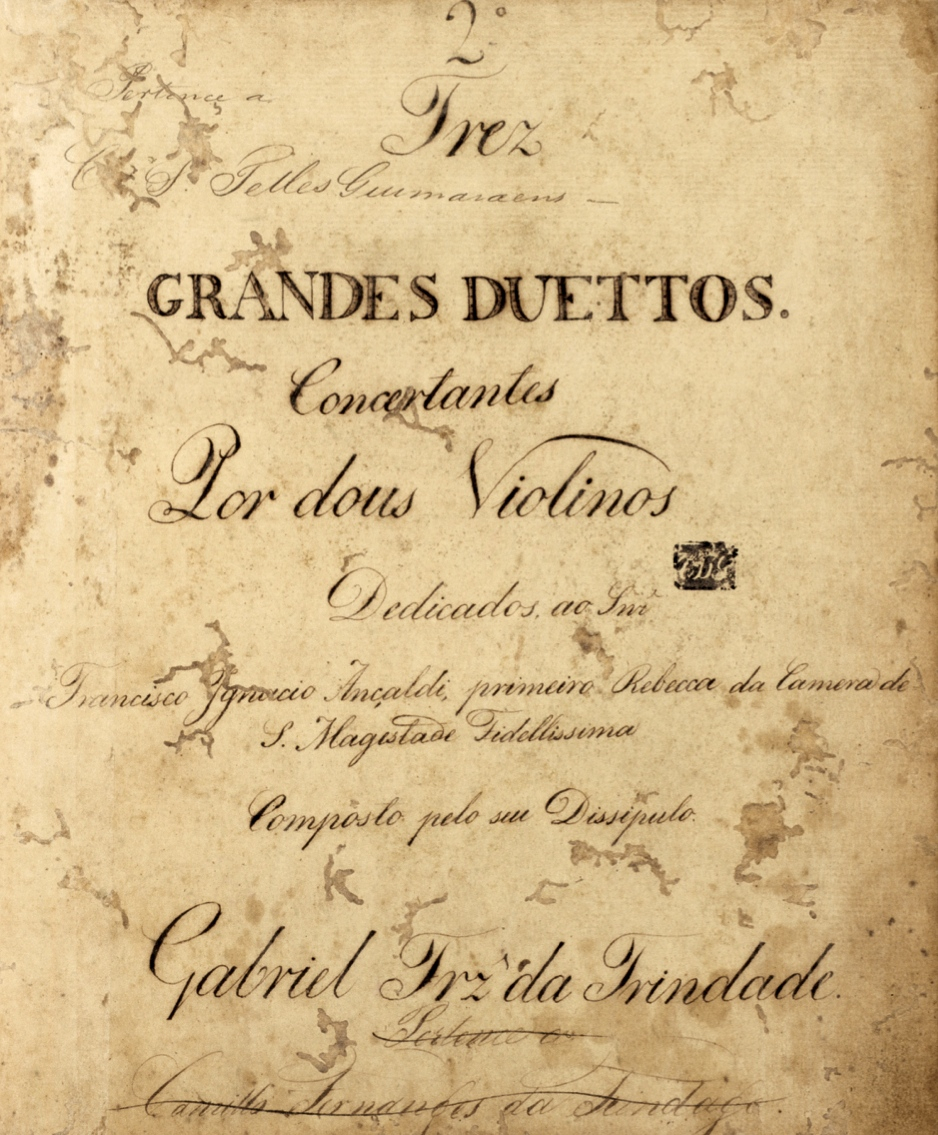
Duetos Concertantes para dois violinos (c.1814), de Gabriel Fernandes da Trindade, publicados na série PAMM (partituras, partes e fac-símiles).

O Arquivo Francisco Valle representou um caso especial nesse projeto:além de ser principalmente constituído de música instrumental, incluindo música sinfônica, o acervo encontrava-se na cidade de São Paulo, sob a guarda do escritor Cyro Eyer do Valle, mas foi doado ao Arquivo Público Mineiro (Belo Horizonte - MG), por intermediação do presente projeto, encontrando-se desde 2008 inventariado e disponível para consulta pública.

### Edição musical
A série PAMM adotou uma tendência iniciada com a série Acervo da Música Brasileira (AMB), que incluiu a localização e descrição precisa das fontes utilizadas, a explicitação dos critérios editoriais e a descrição das intervenções realizadas pelos editores, por meio de comentários e do aparato crítico. Além disso, a série PAMM adotou novos critérios, em aprofundamento metodológico que envolveu os seguintes aspectos:
- Consulta ao maior número possível de acervos e de fontes musicais de cada obra;
- Disponibilização de todos os textos, partituras, partes vocais e instrumentais em CD-Rom anexo a cada um dos volumes;
- Disponibilização online de todos os textos, partituras e partes;
- Posterior disponibilização de todas as partituras, partes e alguns fac-símiles no IMSLP (International Music Score Library Project)
- Edição bilíngüe (português/inglês), além da tradução dos textos latinos e atualização dos textos em português antigo;
- Seleção de um repertório não somente sacro e não apenas da fase colonial;
- Inclusão de textos introdutórios sobre os autores e suas regiões, por musicólogos e historiadores convidados;
- Prefácios por autores internacionais referenciais no campo da edição musical em países ibero-americanos;
- Introdução por especialistas internacionais.

A equipe de editores - constituída por Aluízio Viegas, Anderson Rocha, Carlos Alberto Figueiredo, Chiquinho de Assis (Francisco de Assis Gonzaga da Silva), Fernando Pereira Binder, Lúcius Mota, Paulo Castagna e Marcelo Campos Hazan - adotou, como orientação básica, a edição de partituras prontas para a execução musical, mas que permitam uma visão precisa das decisões editoriais e do conteúdo das fontes. As partituras e partes dos três primeiros volumes foram disponibilizadas no site do projeto, enquanto todas as partituras produzidas pela série PAMM estão disponibilizadas no International Music Score Library Project / Petrucci Music Library (IMSLP).
Um volume particular foi aquele dedicado às obras de Gabriel Fernandes da Trindade (v.6). Desse autor, o projeto apresentou as obras completas (Gesamtausgabe ou Opera Omnia), constituídas de canções e de duetos para dois violinos. Paralelamente, seus Três Duetos Concertantes (PAMM 40, 41 e 42) foram apresentados em partitura e em versão fac-similar nos volumes impressos, mas também em partes com ligaduras originais e em partes sem ligaduras no CD Rom anexo, para dar maior liberdade aos intérpretes.

### Compositores selecionados
Cada volume é dedicado a um compositor específico, nascido ou atuante em Minas Gerais. Esta é a relação dos autores das obras dos seis volumes impressos:
1. José Joaquim Emerico Lobo de Mesquita (2008)
2. Jerônimo de Sousa (2008)
3. Francisco Magalhães do Valle (2008)
4. Antônio dos Santos Cunha (2011),[22]
5. João de Deus de Castro Lobo (2011)
6. Gabriel Fernandes da Trindade (2003).

## Obras editadas
O projeto PAMM gerou partituras e partes de 42 obras de seis autores diferentes, cada uma dessas obras identificadas com o código PAMM, para facilitar sua indexação. De algumas delas já existiam gravações, feitas com base em partituras elaboradas em projetos anteriores, porém não publicadas ou esgotadas (PAMM 08), enquanto duas canções de Gabriel Fernandes da Trindade (PAMM 25, 39) já haviam sido gravadas a partir das mesmas fontes primárias usadas no PAMM e outras usaram as edições desta série. Algumas gravações utilizaram versões preliminares das partituras concluídas neste projeto (PAMM 18, 40, 41 e 42) e outras foram gravadas a partir desa série (PAMM 02, 03, 10, 11), porém a maior parte das edições PAMM ainda não foi gravada. Este é o quadro das edições produzidas no âmbito do projeto Patrimônio Arquivístico-Musical Mineiro, com o código PAMM na primeira coluna, a indicação de pelo menos uma das gravações disponíveis na segunda coluna, o incipit literário ou título principal na terceira e seu  gênero ou função cerimonial na quarta coluna:
| Partitura                                               | Audio                                                   | Incipit literário ou título                             | Gênero ou função cerimonial                             |
| José Joaquim Emerico Lobo de Mesquita (PAMM, v.1, 2008) | José Joaquim Emerico Lobo de Mesquita (PAMM, v.1, 2008) | José Joaquim Emerico Lobo de Mesquita (PAMM, v.1, 2008) | José Joaquim Emerico Lobo de Mesquita (PAMM, v.1, 2008) |
| ------------------------------------------------------- | ------------------------------------------------------- | ------------------------------------------------------- | ------------------------------------------------------- |
| «PAMM 01»                                               |                                                         | Signatum est                                            | (Terceto ao Pregador)                                   |
| «PAMM 02»                                               | «Audio 02»                                              | Congratulamini mihi                                     | (Responsório de Nossa Senhora)                          |
| «PAMM 03»                                               | «Audio 03»                                              | Beata Mater                                             | (Antífona do Magnificat)                                |
| «PAMM 04»                                               |                                                         | Ave Regina cælorum                                      | (Antífona de Nossa Senhora)                             |
| «PAMM 05»                                               |                                                         | Veni sponsa Christi                                     | (Antífona de Santa Bárbara)                             |
| «PAMM 06»                                               |                                                         | Domine Jesu                                             | (Motetos e Miserere para a Procissão dos Passos)        |
| «PAMM 07»                                               |                                                         | Stabat Mater                                            | (Seqüência de Nossa Senhora das Dores)                  |
| «PAMM 08»                                               | «Audio 08»                                              | Kyrie, eleison                                          | (Ladainha de Nossa Senhora)                             |
| «PAMM 09»                                               |                                                         | Te Deum laudamus                                        | (Hino de Ação de Graças)                                |
| Jerônimo de Sousa (PAMM, v.2, 2008)                     |                                                         |                                                         |                                                         |
| «PAMM 10»                                               | «Audio 10»                                              | Salve Regina                                            | (Antífona de Nossa Senhora)                             |
| «PAMM 11»                                               | «Audio 11»                                              | Vide Domine, quoniam tribulor                           | (Antífona para o Setenário das Dores)                   |
| «PAMM 12»                                               |                                                         | Kyrie, eleison                                          | (Ladainha de Nossa Senhora)                             |
| «PAMM 13»                                               |                                                         | Regem Confessorum                                       | (Matinas de Santo Antônio)                              |
| Francisco Magalhães do Valle (PAMM, v.3, 2008)          |                                                         |                                                         |                                                         |
| «PAMM 14»                                               |                                                         | Valse-Scherzo                                           | (Para Orquestra)                                        |
| «PAMM 15»                                               |                                                         | Bailado na Roça                                         | (Peça Característica, para Orquestra)                   |
| «PAMM 16»                                               |                                                         | Telêmaco                                                | (Cenas Sinfônicas, para Orquestra)                      |
| Antônio dos Santos Cunha (PAMM, v.4, 2011)              |                                                         |                                                         |                                                         |
| «PAMM 17»                                               |                                                         | Kyrie, eleison                                          | (Missa e Credo a cinco Vozes)                           |
| João de Deus de Castro Lobo (PAMM, v.5, 2011)           |                                                         |                                                         |                                                         |
| «PAMM 18»                                               | «Audio 18»                                              | Christus natus est nobis                                | (Matinas do Natal)                                      |
| Gabriel Fernandes da Trindade (AMB, v.6, 2003)          |                                                         |                                                         |                                                         |
| «PAMM 19»                                               | «Audio 19»                                              | Adorei uma alma impura                                  | (Modinha)                                               |
| «PAMM 20»                                               | «Audio 20»                                              | Batendo a linda plumagem                                | (Modinha Brasileira)                                    |
| «PAMM 21»                                               |                                                         | Corações que amor uniu                                  | (Modinha)                                               |
| «PAMM 22»                                               |                                                         | Do regaço da amizade                                    | (Modinha)                                               |
| «PAMM 23»                                               | «Audio 23»                                              | Erva mimosa do campo                                    | (Modinha)                                               |
| «PAMM 24»                                               | «Audio 24»                                              | Foi bastante ver teus olhos                             | (Modinha Brasileira)                                    |
| «PAMM 25»                                               | «Audio 25»                                              | Graças aos céus                                         | (Lundum)                                                |
| «PAMM 26»                                               |                                                         | Já não existe a minha amante                            | (Modinha)                                               |
| «PAMM 27»                                               |                                                         | Meu coração vivia isento                                | (Modinha)                                               |
| «PAMM 28»                                               | «Audio 28»                                              | Meu destino é imudável                                  | (Modinha)                                               |
| «PAMM 29»                                               |                                                         | No momento em que nasci                                 | (Modinha Brasileira)                                    |
| «PAMM 30»                                               |                                                         | Ocália dize por que quebraste                           | (Modinha Brasileira)                                    |
| «PAMM 31»                                               |                                                         | Ondas batei vagarosas                                   | (Modinha Brasileira)                                    |
| «PAMM 32»                                               |                                                         | Por mais que busco encobrir                             | (Modinha Brasileira)                                    |
| «PAMM 33»                                               |                                                         | Por que, ó morte cruel                                  | (Modinha)                                               |
| «PAMM 34»                                               | «Audio 34»                                              | Quando não posso avistar-te                             | (Modinha)                                               |
| «PAMM 35»                                               |                                                         | Remorsos, penas, tormentos                              | (Modinha Brasileira)                                    |
| «PAMM 36»                                               |                                                         | Se o pranto apreciares                                  | (Modinha)                                               |
| «PAMM 37»                                               |                                                         | Tive amor fui desditoso                                 | (Modinha)                                               |
| «PAMM 38»                                               |                                                         | Um ai gerado pela paixão                                | (Modinha)                                               |
| «PAMM 39»                                               | «Audio 39»                                              | Vai, terno suspiro meu                                  | (Modinha Brasileira)                                    |
| «PAMM 40»                                               | «Audio 40»                                              | Dueto Concertante I                                     | (Para Dois Violinos)                                    |
| «PAMM 41»                                               | «Audio 41»                                              | Dueto Concertante II                                    | (Para Dois Violinos)                                    |
| «PAMM 42»                                               | «Audio 42»                                              | Dueto Concertante II                                    | (Para Dois Violinos)                                    |

## Volumes impressos
1. 2008: CASTAGNA, Paulo (coord.). José Joaquim Emerico Lobo de Mesquita; pesquisa musicológica, edição e comentários Carlos alberto Figueiredo, Chiquinho de Assis, Marcelo Campos Hazan, Maria Inês Guimarães, Paulo Castagna; pesquisa litúrgica e arquivística Aluízio José Viegas; editoração musical Leonardo Martinelli; revisão técnica Marcelo Campos Hazan; english version Marcelo Campos Hazan, Tom Moore; textos introdutórios Júnia Ferreira Furtado, Maria Inês Guimarães; prefácio Bernardo Illari. Belo Horizonte: Governo de Minas Gerais / Secretaria de Estado de Cultura. 401p.; il.; música; Cd-Rom. ISBN 9788599528150
2. 2008: CASTAGNA, Paulo (coord.). Jerônimo de Sousa; pesquisa musicológica, edição e comentários Carlos Alberto Figueiredo, Marcelo Campos Hazan, Paulo Castagna; pesquisa litúrgica e arquivística Aluízio José Viegas; editoração musical Leonardo Martinelli; revisão técnica Marcelo Campos Hazan; english version Marcelo Campos Hazan, Tom Moore; textos introdutórios André Cardoso, Marco Antonio Silveira; prefácio Piotr Nawrot. Belo Horizonte: Governo de Minas Gerais / Secretaria de Estado de Cultura, 2008. 420p.; il.; música; Cd-Rom. ISBN 9788599528167
3. 2008: CASTAGNA, Paulo (coord.). Francisco Valle; pesquisa musicológica, edição e comentários Lúcius Mota, Paulo Castagna; editoração musical Leonardo Martinelli; revisão técnica Marcelo Campos Hazan; english version Marcelo Campos Hazan, Tom Moore; textos introdutórios Angelo Alves Carrara, Cyro Eyer do Valle, Lúcius Mota, Paulo Castagna; prefácio Aurelio Tello. Belo Horizonte: Governo de Minas Gerais / Secretaria de Estado de Cultura, 2008. 356p.; il.; música; Cd-Rom. ISBN 9788599528174
4. 2011: CASTAGNA, Paulo (coord.). Antônio dos Santos Cunha (fl.1775-1822); pesquisa musicológica, edição e comentários Paulo Castagna, Fernando Binder; pesquisa litúrgica e arquivística Aluízio José Viegas; editoração musical Leonardo Martinelli; revisão Marcelo Campos Hazan; english version Valerie Ann Albright; prefácio David Cranmer; textos introdutórios Edílson Rocha, Antônio Gaio Sobrinho. Belo Horizonte: Secretaria de Estado de Cultura de Minas Gerais, 2011. 364p., il., música; Cd-Rom. ISBN 9788599528334.[24]
5. 2011: CASTAGNA, Paulo (coord.). João de Deus de Castro Lobo (1794-1832); pesquisa musicológica, edição e comentários Aluízio José Viegas e Marcelo Campos Hazan; pesquisa litúrgica e arquivística Aluízio José Viegas; editoração musical Leonardo Martinelli; revisão Marcelo Campos Hazan; english version Marcelo Campos Hazan; prefácio Ernani Aguiar; textos introdutórios Marco Antonio Silveira, Maurício Mário Monteiro. Belo Horizonte: Secretaria de Estado de Cultura de Minas Gerais, 2011. 380p., il., música; Cd-Rom. ISBN 9788599528341.[25]
6. 2011: CASTAGNA, Paulo (coord.). Gabriel Fernandes da Trindade (1799/1800-1854): obra completa; pesquisa musicológica, edição e comentários Marcelo Campos Hazan, Paulo Castagna, Anderson Rocha; pesquisa arquivística Aluízio José Viegas; editoração musical Leonardo Martinelli; revisão Marcelo Campos Hazan; english version Marcelo Campos Hazan; prefácio Evguenia Roubina; texto introdutório Marcelo Campos Hazan. Belo Horizonte: Secretaria de Estado de Cultura de Minas Gerais, 2011. 330p., il., música; Cd-Rom. ISBN 9788599528358.[26]